# 聖戰奇兵 (遊戲)
《聖戰奇兵》是由盧卡斯影業遊戲於1989年發行；改編自母公司盧卡斯影業所推出的冒險電影《印第安納·瓊斯》系列第三作之同名冒險遊戲。

## 方法
在操作上《聖戰奇兵》沿用SCUMM遊戲引擎所開發的介面，是將遊戲過程中所需要的行動指令如「查看」（Look at）、「撿起」（Pick up）等放置畫面下方讓玩家使用。在劇情中間段落之後則開始可讓玩家切換角色來進行。
遊戲裡另有計分系統，分數累積取決於發現過關的方法。因《聖戰奇兵》是設計成在一些特定段落裡；能以不同手段來達成目的，若要取得最高分數須在完全破關後，以先前累積分數的記錄來再次重頭遊玩，以找出其它不同的過關方式來得分。

## 劇情
遊戲情節基於原作電影，同樣描述著在二戰爆發前期間考古冒險家印第安納·瓊斯某日得知自己父親亨利·瓊斯為了尋找傳說中的聖杯而失蹤。
之後印第安納·瓊斯根據父親留下的日記；前往了威尼斯、德國等地方找尋父親及聖杯線索外，並要設法搶先暗中想利用聖杯神奇力量的納粹一方。

## 評價
雜誌方面如英國的《電腦與電子遊戲》給予此遊戲滿分裡的91分評比，對於作品裡頭畫面、音樂、可玩性皆給予正面回應，並稱讚是一對偉大電影與傑出遊戲的搭配組合。《電腦遊戲世界》一方表示遊戲裡有精心設計的謎題、並保持著如同電影般地高品質。其中《龍》雜誌則給予五顆星級的全滿分數。而《Amiga Power》另於1991年遊戲排行上將《聖戰奇兵》列為史上最佳遊戲的第28名。

## 續作
盧卡斯影業遊戲以《印第安納·瓊斯》電影系列改編的冒險遊戲第二作；《亞特蘭提斯之謎》在1992年發行。
後續另有名為《鐵鳳凰》（Iron Phoenix）、《命運之矛》（The Spear of Destiny）等遊戲開發企劃，但之後皆遭中止。